# Klubina
Klubina (węg. Kelebény) – wieś i gmina (obec) w powiecie Czadca, kraju żylińskim, w północnej Słowacji. Pierwsza pisemna wzmianka o miejscowości pochodzi z roku 1662. Została zasiedlona przez polskich osadników z Małopolski.